# Folkrepubliken Ungern
Folkrepubliken Ungern eller Ungerska Folkrepubliken (ungerska: Magyar Népköztársaság) var det officiella statsnamnet på Ungern mellan 1949 och 1989 under dess period som kommunistisk satellitstat i östblocket. Under denna period var landet medlem i Comecon från 1949 samt i Warszawapakten från 1955. Staten ansåg sig vara arvingen till Ungerska rådsrepubliken som bildades 1919 och var den andra socialistiska staten som bildades efter Sovjetryssland. Det statsbärande partiet i Folkrepubliken Ungern var Ungerska arbetarpartiet, senare ombildat som Ungerns socialistiska arbetarparti.

## Historia

### Bildande (1945–1949)
Röda armén ockuperade Ungern i januari 1945, i och med detta låg Ungern nu inom den sovjetiska intressesfären och Sovjetunionen började omedelbart verka för att kontrollera landets politiska liv genom att lyfta fram det ungerska kommunistpartiet i hopp om att partiet skulle ta makten på demokratisk väg och utropa en kommunistisk stat i landet. Fria val ägde rum med Sovjetunionens godkännande i november 1945 men blev en besvikelse för kommunistpartiet, som endast fick 17% av rösterna. Istället vann en koalition av borgerliga småpartier, kallad oberoende folkfronten, med det oberoende småbrukarpartiet i spetsen och bildade en regering ledd av Zoltán Tildy, kommunistpartiet fick dock tre ministerposter i regeringen. Istället för en kommunistisk stat antog den nya regeringen en ny författning i februari 1946 som gjorde Ungern till en parlamentarisk demokrati, kallad Andra ungerska republiken. Sovjetunionen accepterade dock inte valresultatet och den nya statsbildningen utan började istället sätta press på den nya regeringen, som i praktiken tvingades lämna ifrån sig makten till kommunistkontrollerade inrikesministeriet lett av László Rajk. Med  Sovjetunionen i ryggen kunde kommunistpartiets ledare Mátyás Rákosi i praktiken säkra makten i landet genom mutor, hot, utpressning. På detta sätt kunde han successivt tvinga de andra partierna att underkasta sig kommunisterna. Detta blev känt som salamitaktiken. Tildy tvingades avgå 1948 efter anklagelser om korruption och samma år omvandlades kommunistpartiet till Ungerska arbetarpartiet (MDP) efter en påtvingad sammanslagning med det ungerska socialdemokratiska partiet. I valet som hölls i maj 1949 kunde kommunistpartiet därmed säkra majoritet i den ungerska nationalförsamlingen som den 18 augusti 1949 röstade för att införa en ny konstitution enligt vilken Ungern omvandlades till en Marxist-leninistisk enpartistat med nära band till Sovjetunionen. Den nya konstitutionen antogs officiellt den 20 augusti 1949 och landet bytte officiellt namn till Folkrepubliken Ungern.

### Stalinistiska eran (1949–1956)
Mátyás Rákosi blev nu landets nye ledare och upprättade omedelbart en hårdför stalinistisk regim, i många avseenden den mest repressiva bland östblockets satellitstater. Med hjälp av sin fruktade säkerhetspolis ÁVO satte Rákosi redan under hösten 1949 igång en omfattande utrensningskampanj i de egna leden för att försäkra sig om partiets fullständiga lojalitet mot honom personligen. En av de första som drabbades av Rákosis utrensningar var László Rajk, nu utrikesminister och den ende inom partiet som var mäktig nog att utmana Rákosi. Rajk greps och gavs en skenrättegång där han dömdes till döden, han avrättades den 15 oktober 1949. Rákosis utrensningar nådde sin kulmen 1953 men skulle pågå fram till att han slutligen avsattes 1956. Mellan 1949 och 1956 uteslöts 350 000 partimedlemmar ur MDP, ytterligare 150 000 fängslades och uppemot 2 000 dödades. Samtidigt som Rákosi gick hårt fram inom det egna partiet drabbades även den ungerska civilbefolkningen mycket hårt, all opposition krossades brutalt. År 1953 hade uppemot 700 000 personer fängslats och omkring 5 000 personer avrättats. Särskilt hårda var utrensningarna mot landets intellektuella. Rákosi anammade också en omfattande personkult.

Folkrepubliken Ungerns flagga 1949–1956.

Inrikespolitiskt genomförde Rákosi en rad reformer efter sovjetisk modell. Hela landets gamla utbildningsväsen förbjöds och ersattes med ett nytt, socialistiskt utbildningsverk i syfte att skapa en ny typ av socialistisk högre utbildning vars målsättning nu blev att främja arbetarstatens utveckling. I det nya utbildningsväsendet hade personer som ansågs komma arbetarklassen förtur. Kollektivisering av jordbruket genomfördes och en stor industrialisering av landet inleddes.
Rákosis repressiva styre och många hastigt genomförda reformer tog dock snart ut sin rätt på landets ekonomi. Många av offren för hans utrensningar var personer som utgjort navet i Ungerns näringsliv och ofta saknades kunniga personer som kunde ta över. Den tunga industrialiseringen som drivits igenom av Rákosi hade dessutom skett på bekostnad av jordbruket och textiltillverkningen, som under lång tid varit ryggraden i den ungerska ekonomin. Detta resulterade i en svårt misskött ekonomi och levnadsstandarden sjönk snabbt under början av 1950-talet eftersom stora delar av de varor som producerades i landet gick på export till Sovjetunionen. Allt detta gjorde att kommunistregimen snabbt blev mycket impopulär och när Stalin dog 1953 började Rákosis inflytande inom partiet successivt att avta. Under sommaren 1953 avsattes han som ordförande i ministerrådet av MDP:s politbyrå men lyckades behålla posten som partiets generalsekreterare. Ministerrådets nye ordförande blev den liberale och reforminriktade Imre Nagy, som hade stöd av Stalins efterträdare Georgij Malenkov. Rákosi tänkte dock inte finna sig i att ha blivit åsidosatt och skulle under de kommande tre åren utkämpa en bitter maktstrid mot Nagy som skulle prägla landets styre.
Imre Nagy försökte införa flera liberaliseringar inom partiets politik, ekonomin och censuren i media och gav även order om att ett stort antal oppositionella som satt fängslade skulle friges. Samtidigt gjorde Rákosi allt i sin makt för att sabotera genomförandet av Nagys reformer. Efter att Ungern tvingats in i den nybildade Warszawapakten 1955, trots Nagys protester, blev Nagy en tongivande kritiker mot pakten. Detta i kombination med att Malenkov avsattes i Sovjetunionen av Nikita Chrusjtjov gjorde att Nagys politiska stöd i både Sovjetunionen och inom MDP började svikta. Rákosi såg detta som sin chans att återta den absoluta makten och lyckades övertyga centralkommittén att avsätta Nagy som ordförande i ministerrådet och återinsätta honom själv efter att Rákosi anklagat Nagy för att driva en kontrarevolutionär politik och vara ansvarig för Ungerns ekonomiska problem. Den 9 mars 1955 röstade centralkommittén formellt för att avsätta Nagy och återinsätta Rákosi som ministerrådets ordförande. Hans triumf blev dock kortlivad, den 25 februari 1956 på det det sovjetiska kommunistpartiets 20:e partikongress höll Nikita Chrusjtjov ett berömt tal där han starkt fördömde Stalins styre, i talet fördömde Chrusjtjov också Stalins anhängare bland staterna i Östeuropa. För Rákosi, som varit en av Stalins mest lojala anhängare, innebar detta en omfattande försvagning av hans maktposition inom partiet från vilken han aldrig återhämtade sig. Rákosi klamrade sig kvar vid makten ytterligare en tid men den 18 juli 1956 tvingades han avgå från samtliga sina poster och dra sig tillbaka från politiken efter påtryckningar från Chrusjtjov. Officiellt hette det att Rákosi gått i pension av hälsoskäl. I ett sista drag lyckades han dock säkra valet av sin vän och nära politiska allierade Ernő Gerő som MDP:s nye generalsekreterare. Efter att ha tvingats dra sig tillbaka reste Rákosi till Sovjetunionen där han levde fram till sin död 1971.

### Revolten 1956

Den ungerska flaggan med det kommunistiska emblemet borttaget. Flaggan användes under revolten och kom att bli en symbol för alla som motsatte sig det kommunistiska styret i Ungern.

Under hösten 1956 hade flera år av vanstyre och den mycket brutala polisstat som Rákosi och Gerő hade upprättat resulterat i ett utbrett missnöje mot kommunistregimen på alla nivåer i det ungerska samhället. Chrusjtjovs avståndstagande från Stalin på det sovjetiska kommunistpartiets kongress tidigare samma år hade dessutom gjort att allt fler nu öppet vågade visa sitt missnöje och stämningen i landet blev allt mer spänd. Även inom det styrande MDP fanns ett växande missnöje mot de senaste årens stalinistiska styre.
Den 23 oktober 1956 demonstrerade en grupp studenter utanför centralkommitténs huvudbyggnad i Budapest, de krävde bland annat ett slut på vad de ansåg vara en sovjetisk ockupation av landet och för solidaritet med Polen där Moskva godkänt liberaliseringar i landets styre och en reformvänlig ledare, Władysław Gomułka. Demonstrationen var fredlig till en början men framåt eftermiddagen ingrep polis och militär och öppnade eld mot folksamlingen, ett flertal personer dödades och skadades och flera av demonstrationens ledare greps av polisen. När Ernő Gerő senare samma kväll höll ett radiotal till nationen i vilket han fördömde demonstranterna och deras krav spred sig oroligheterna och ilskan snabbt i huvudstaden och snart även till flera andra städer och situationen eskalerade under kvällen och natten. Flera polisstationer och militärförläggningar stormades och vapen delades ut. Följande dag gick sovjetisk militär in i Budapest för att försöka lugna situationen, dock inte med order om att slå ner allt motstånd utan Moskvas förhoppning var att den ryska militära närvaron skulle få demonstranterna att besinna sig. Detta fick dock rakt motsatt effekt och den ryska militärnärvaron ökade bara ilskan. När det stod klart att de ryska soldaterna inte tänkte gå till angrepp börja civila istället öppet skandera "Ruszkik haza!" – "ryssar åk hem" – på gatorna och flera nya demonstrationer utbröt. Demonstranterna blev allt mer våldsamma och övergick snart till öppet väpnat motstånd mot de ryska soldaterna. Folk började nu vandalisera kommunistiska symboler och annan propaganda, symboler för den hatade regimen. Vid flera tillfällen attackerades ryska soldater av civila som beväpnat sig med gevär, pistoler och molotovcocktails men även med tyngre skjutvapen.
Den 25 oktober utbröt en massdemonstration framför nationalförsamlingens huvudbyggnad i Budapest, regimen hade nu kallat in både armén och agenter från den hatade säkerhetspolisen ÁVO för att försöka upprätthålla ordningen. Agenter från ÁVO, som bland annat hade placerat sig på nationalförsamlingens tak, började skjuta ner mot den demonstrerande folkmassan varpå total förvirring och panik utbröt, flera sovjetiska soldater besvarade elden i tron om att skotten var riktade mot dem och flera soldater ur den ungerska armén började också beskjuta ÁVO-agenterna på taket, även flera i folkmassan uppges ha skjutit tillbaka. Nu urartade ilskan bland demonstranterna och våldsamheter utbröt, flera ungerska soldater och poliser anslöt sig till demonstranterna eller gav dem sina vapen då de inte ville skjuta på sina egna, oroligheterna spred sig nu snabbt till andra delar av landet och på flera ställen stormades de lokala polisstationerna och partihögkvarteren, alla som avslöjades som ÁVO-agenter misshandlades svårt eller dödades av uppretade folkmassor. I ett desperat försök av kommunistpartiet att blidka demonstranterna beslutade politbyrån att avsätta den hatade Ernő Gerő och ta tillbaka den folkligt populäre och reformvänlige Imre Nagy som ordförande i ministerrådet.

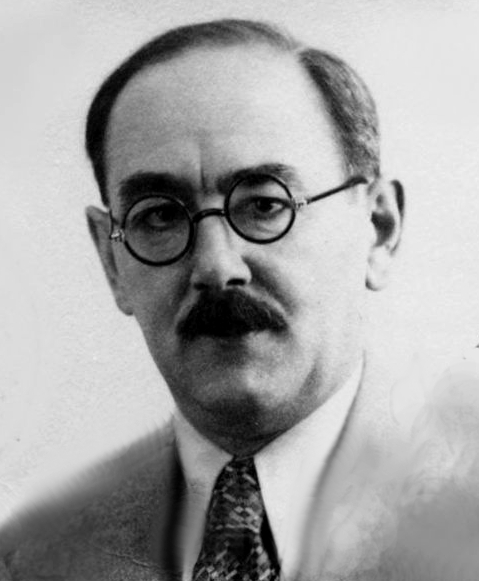
Imre Nagy

Nagy höll senare samma dag ett radiotal till nationen där han meddelade att han nu tagit över ordförandeskapet i ministerrådet och lovade demokratisering och omfattande förändringar av det ungerska samhället, vilket lugnade situationen något, men under dagarna som följde fortsatte oroligheterna över hela landet. Parallellt med detta försökte Nagy reformera styret och partiet, samma dag som massdemonstrationen utbröt omorganiserades MDP på Nagys order och blev Ungerns socialistiska arbetarparti (MSM) och flera av de gamla stalinistiska ledarna uteslöts. Till ny generalsekreterare valdes János Kádár, en veteran inom den ungerska kommuniströrelsen som fallit offer för Rákosis utrensningar och tillbringat tre år i fängelse innan han frigavs på Nagys order 1954, Kádár blev även statssekreterare i Nagys nya regering. Den 28 oktober lyckades Nagy tillsammans med en grupp anhängare ta kontroll över partiet och förhandla fram en vapenvila med Röda armén, som drog tillbaka sina trupper från Budapest och flera andra städer följande dag. 
Den 30 oktober gav Nagy order om frigivning av ett stort antal fängslade dissidenter som hade fängslats under Rákosis utrensningar. Bland dem var den inflytelserika kardinalen József Mindszenty, ledaren för den katolska kyrkan i Ungern och som var en av de ledande regimkritikerna. Nagy lyfte förbudet mot flera politiska partier, bland annat mot socialdemokraterna och det oberoende småbrukarpartiet. Den 1 november meddelade Nagy att han beslutat att Ungern skulle utträda ur Warszawapakten och förklarade Ungern neutralt, detta eftersom han ansåg att detta var vad folket ville. Han bad även FN att komma till Ungerns beskydd gentemot Sovjetunionen, vilket dock aldrig skedde.

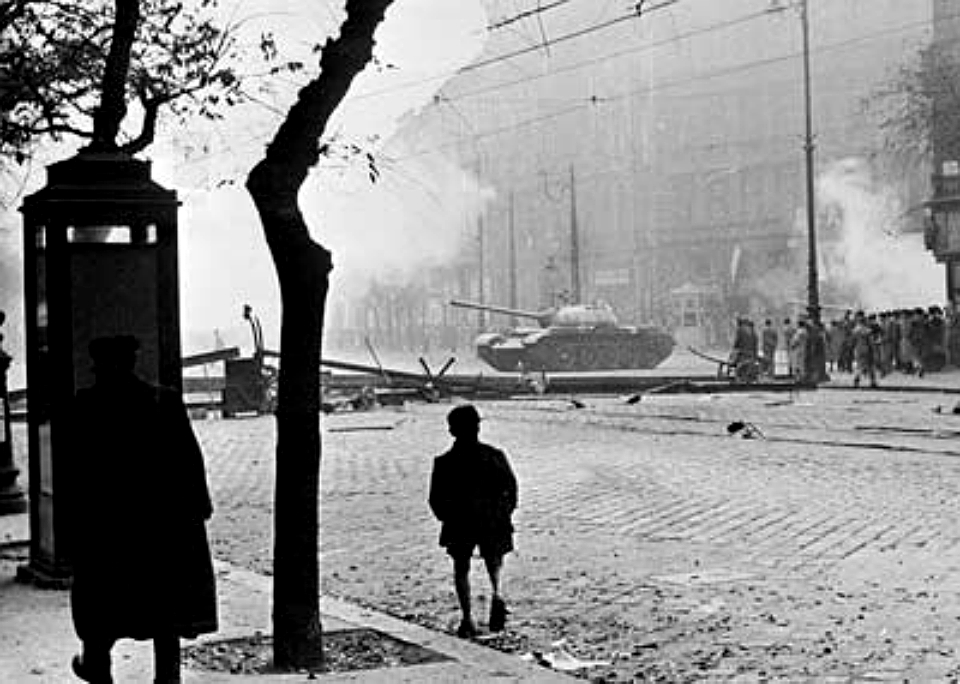
Sovjetisk stridsvagn på en gata i Budapest under revolten 1956.

I Moskva följde den sovjetiske ledaren Nikita Chrusjtjov utvecklingen med stigande oro, han hade hoppats på att Nagy skulle reda upp situationen själv och hade gått med på  Röda arméns tillbakadragande från Budapest och alla andra ungerska städer i hopp om att detta skulle bidra till att lugna läget i landet. Men då Nagy tillkännagav Ungerns utträde ut Warszawapakten och neutralitet gentemot övriga östblocket gav han den 4 november Röda armén order om att gå in i Ungern och återställa ordningen med våld. Sovjetiska stridsvagnar rullade in i landet och våldsamt motstånd utbröt på flera håll, i synnerhet i Budapest, men revoltörerna var chanslösa. Den 10 november, efter nästan en veckas hårda strider, hade röda armén återtagit kontrollen över landet och revolten hade slagits ner. En ny sovjetvänlig regering installerades under ledning av János Kádár, som bytt sida strax före det sovjetiska ingripandet den 4 november. Nu började en hård jakt på dem som lett revolten, kardinal Mindszenty flydde in på USA:s ambassad där han blev kvar till 1971.  
Imre Nagy och flera andra av revoltens ledare tog sin tillflykt till Jugoslaviens ambassad men lämnade den ett par dagar senare efter löfte från Kádár om fri lejd it ur landet, ett löfte som dock inte hölls och samtliga greps och fängslades. De ställdes alla inför rätta och dömdes senare till döden. En av ledarna, Sándor Kopácsi, fick dock senare sitt straff omvandlat till livstids fängelse. De övriga avrättades under 1958.
Uppemot 20 000 personer dödades under revolten, de flesta under Sovjets intåg, och omkring 200 000 människor flydde landet.

### Kádár-eran (1956–1988)

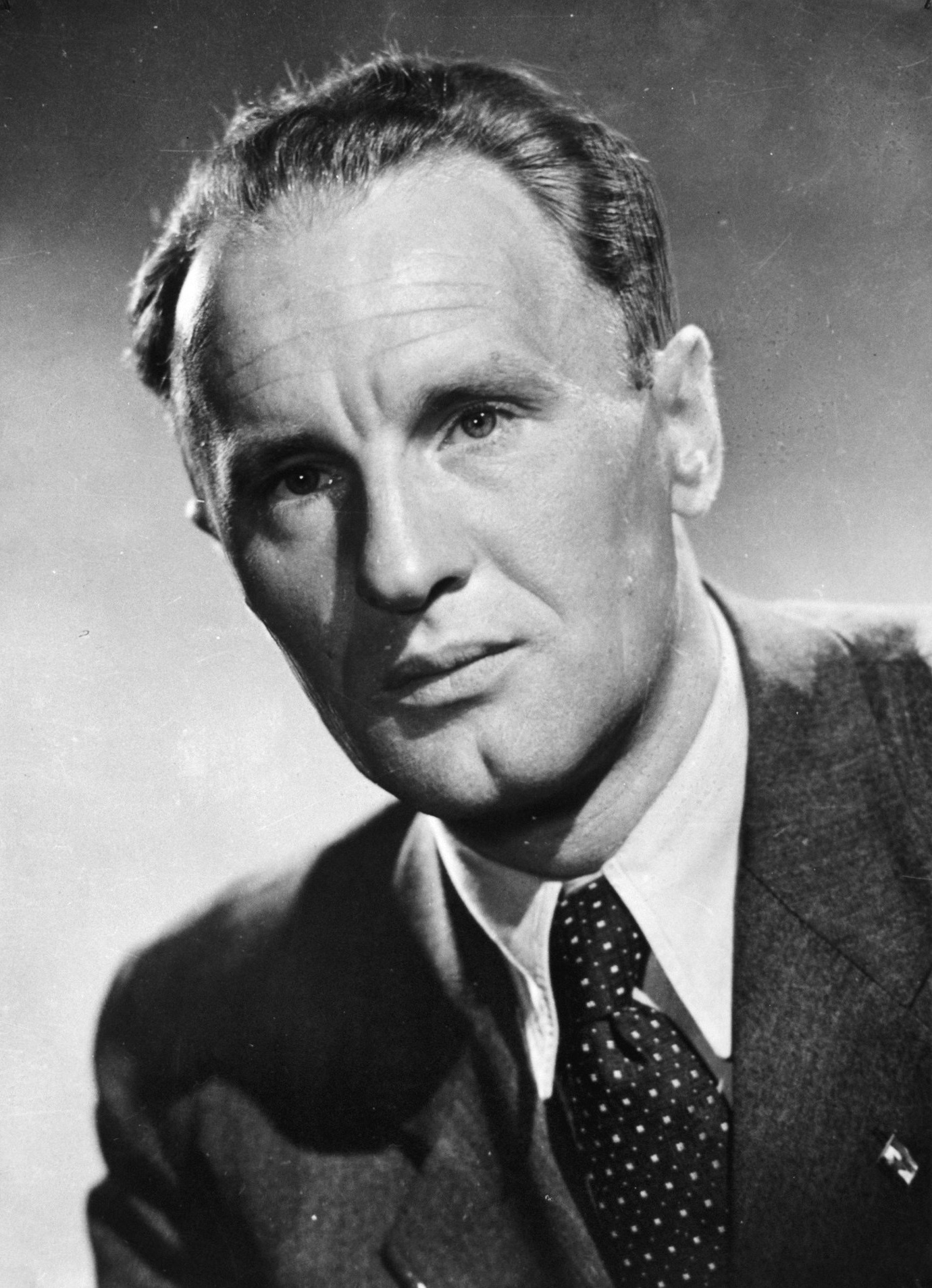
János Kádár

Efter att ha tillträtt som landets nye ledare visade János Kádár inledningsvis samma totalitära tendenser som sina föregångare Rákosi och Gerő. Omkring 21 600 dissidenter fängslades, 13 000 sattes i arbetsläger och 400 avrättades. Men i början av 1960-talet ändrade han sin politik radikalt, han utfärdade bland annat amnesti för ett stort antal politiska fångar och begränsade säkerhetspolisens makt avsevärt. Kádár införde också viss liberalisering av  kulturlivet.
Sin mest kända reform införde Kádár 1966 i form av en ny ekonomisk politik, kallad Den nya ekonomiska linjen, som innebar införandet av en ett marknadssocialistiskt ekonomiskt system med inspiration från Titos ekonomiska modell i Jugoslavien. Reformen var ett stort steg bort från den traditionella planekonomin och innebar istället en större decentralisering där industrierna och jordbruken fick ett betydligt större självbestämmande. Kádár tecknade också handelsavtal med flera länder i väst och tog lån från bland annat Frankrike och Västtyskland. Genom att få tillgång till marknaderna i Västeuropa hoppades Kádár på att kunna utveckla ekonomin och under lång tid var modellen mycket framgångsrik, under 1970- och första halvan av 1980-talet kännetecknades landet av ett lugn och levnadsstandaren förbättrades. Långt in på 1980-talet hade Kádárs ekonomiska reformer hållit Ungern relativt förskonat från den ekonomiska stagnation som drabbat större delen av östblocket sedan början av 1970-talet. Reformerna gav även eko i Kreml där Jurij Andropov, sovjetisk ledare 1982–1984, uttryckte intresse för att anamma Kádárs ekonomiska modell även i Sovjetunionen. 
Men reformerna förde också med sig att landet blev djupt skuldsatt och stora delar av landets industri blev allt mer eftersatt i takt med att större moderniseringar försummades och landet fick allt svårare konkurrera på marknaderna i väst, detta medförde i sin tur att staten fick allt svårare att betala av på sina lån. Mot slutet av 1980-talet hade ekonomin på allvar börjat stagnera.
Trots att Kádár i många avseenden bedrev en egen politik förblev han lojal mot Sovjetunionen och Warszawapakten. 1968 ställde han sig kritisk till invasionen av Tjeckoslovakien men deltog ändå i den.

### Kommunismens fall och fredlig övergång till demokrati (1988–1990)
Till följd av den stadigt försämrade ekonomin och sviktande hälsa tvingades Kádár avgå i maj 1988. Partiets nye generalsekreterare blev Károly Grósz, som till en början visade vissa ambitioner på att försöka reformera det socialistiska systemet likt Gorbatjov i Sovjetunionen. De politiska reformerna uteblev dock och i takt med kommunistiska regimerna i Östeuropa började visa tecken på kollaps började allt starkare röster att höjas inom partiet för omfattande politiska reformer och en övergång till demokrati. Under 1989 förlorade Grósz successivt sitt inflytande inom partiet till förmån för en radikalare falang ledd Miklós Németh som ville se ett slut på det kommunistiska styret. Under sommaren 1989 hade Németh och dennes anhängare i praktiken tagit kontrollen över partiet. De nya inofficiella makthavarna började nu inleda en rad politiska reformer för en övergång till demokrati. På sensommaren 1989 bjöd kommunistpartiets ledning in representanter för flera, fortfarande formellt förbjudna, politiska partier och andra dissidentorganisationer till öppna samtal för att diskutera en utformning av en ny konstitution som skulle ersätta den gällande från 1949 med målsättningen att återinföra ett demokratiskt flerpartisystem i landet. Dessa samtal, som blivit kända som De ungerska rundabordssamtalen, innebar att Ungern kom att genomgå en mycket fredlig och lugn övergång till demokrati. Grósz motsatte sig de flesta av reformerna men hade vid det här laget i praktiken förlorat all reell makt.
Den 7 oktober 1989 tvingades Grósz avgå både som generalsekreterare i partiet och som ordförande i ministerrådet. Ny generalsekreterare blev Rezső Nyers och ny ordförande i ministerrådet blev Brunó Straub, båda öppet positiva till en övergång till demokrati. Samma dag som han tillträdde meddelade Nyers att Ungerns socialistiska arbetarparti bytte namn till Ungerns socialistiska parti och att partiet avsade sig sitt absoluta maktanspråk samt att flerpartival skulle hållas inom en snar framtid. En ny tillfällig konstitution som bland annat återinförde ett flerpartisystem och som var resultatet av rundabordssamtalen, godkändes av nationalförsamlingen den 20 oktober. Samma dag som den nya konstitutionen godkändes bytte staten officiellt namn till Republiken Ungern och den 23 oktober, på 33-årsdagen av Ungernrevoltens inledande 1956, upplöste nationalförsamlingen president- och ministerrådet varpå Folkrepubliken Ungern formellt upphörde. Samma dag lämnade Straub ifrån sig makten till nationalförsamlingens talman Mátyás Szűrös som ledde en övergångsregering i väntan på att fria val kunde hållas. Den 2 maj 1990 tillträdde den demokratiskt valde Árpád Göncz, en tidigare välkänd dissident, som president.